# Boomwhacker

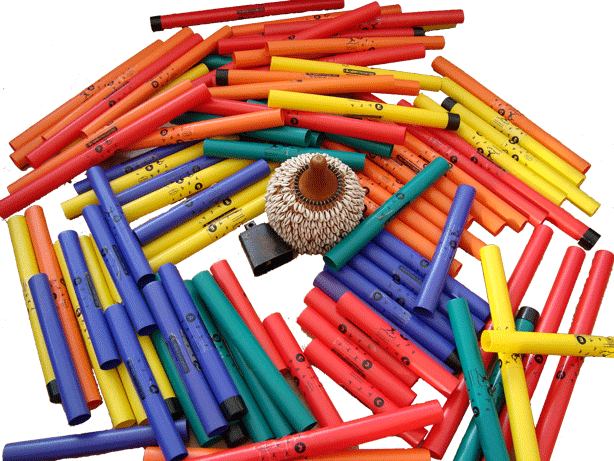
Boomwhackers

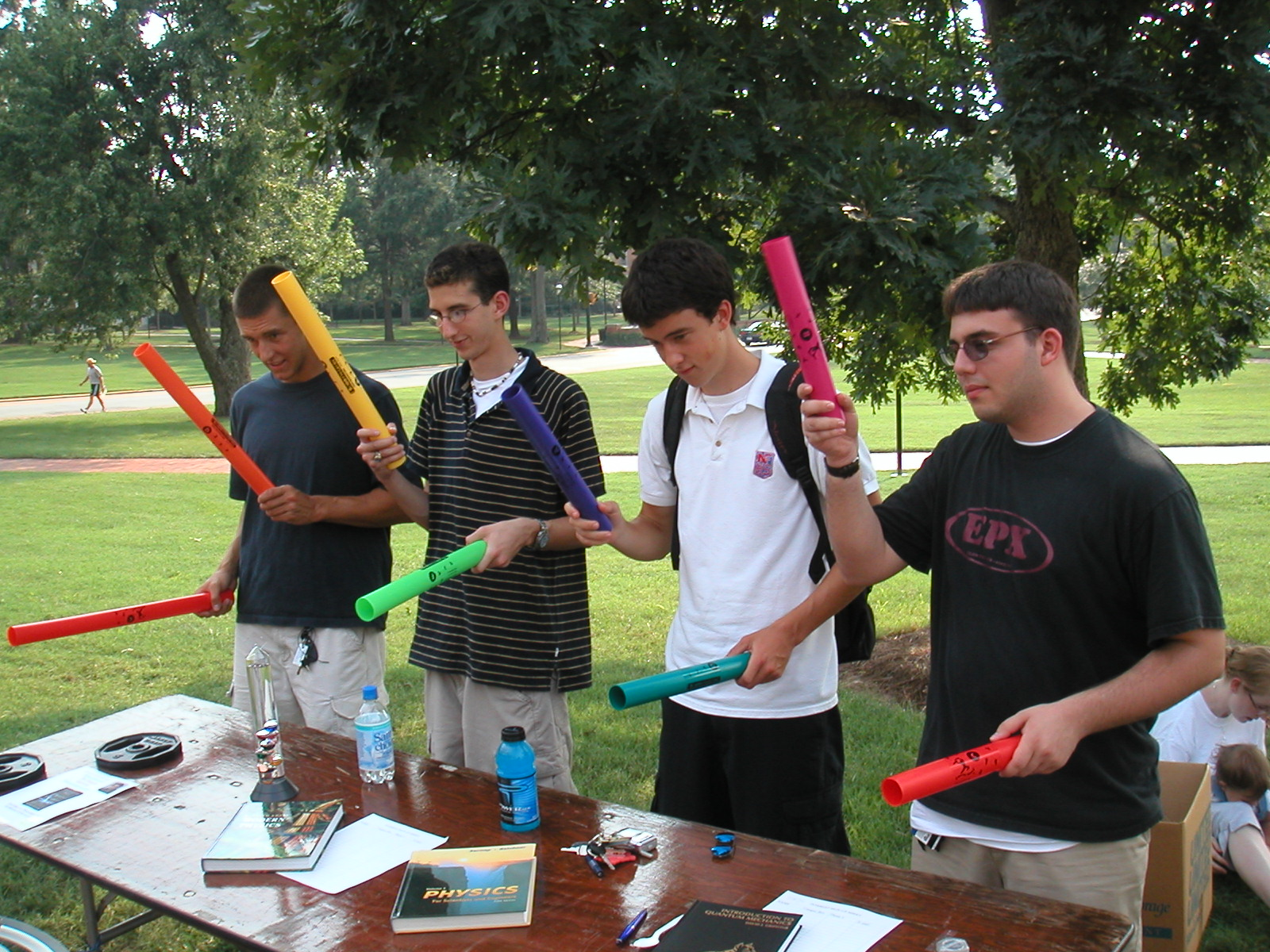
Een groep speelt met boomwhackers

Een boomwhacker is een modern percussie-instrument. Het gaat om meerkleurige holle plastic buizen die ten opzichte van elkaar harmonisch gestemd zijn. Het instrument wordt bespeeld door hem tegen een andere boomwhacker, tegen het lichaam of tegen een ander voorwerp te slaan. Ook kan men hem met stokken bespelen, net als bij een xylofoon. 
De boomwhacker ontstond vanuit de junk bands die percussiemuziek maakten met afvalmateriaal. Hierin werd al op stukken plastic buis gespeeld. Hieruit werden de boomwhackers door Craig Ramsell uit de Verenigde Staten verder ontwikkeld, en in 1995 voor het eerst commercieel verkocht.
Boomwhackers worden in toenemende mate gebruikt in het muziekonderwijs. Om het aanleren van muziek te vergemakkelijken, wordt hierbij een vereenvoudigde grafische notatie gebruikt in plaats van het traditionele notenschrift. Ook zijn er groepen die met boomwhackers optreden. Vaak worden de instrumenten gebruikt om het publiek bij een optreden te betrekken.
Bij een boomwhacker kan men een octaveringsdopje kopen, dat aan het eind van de buis wordt aangebracht. Hierdoor daalt de toon met een octaaf.